# تغییر اقلیم در خاورمیانه و شمال آفریقا

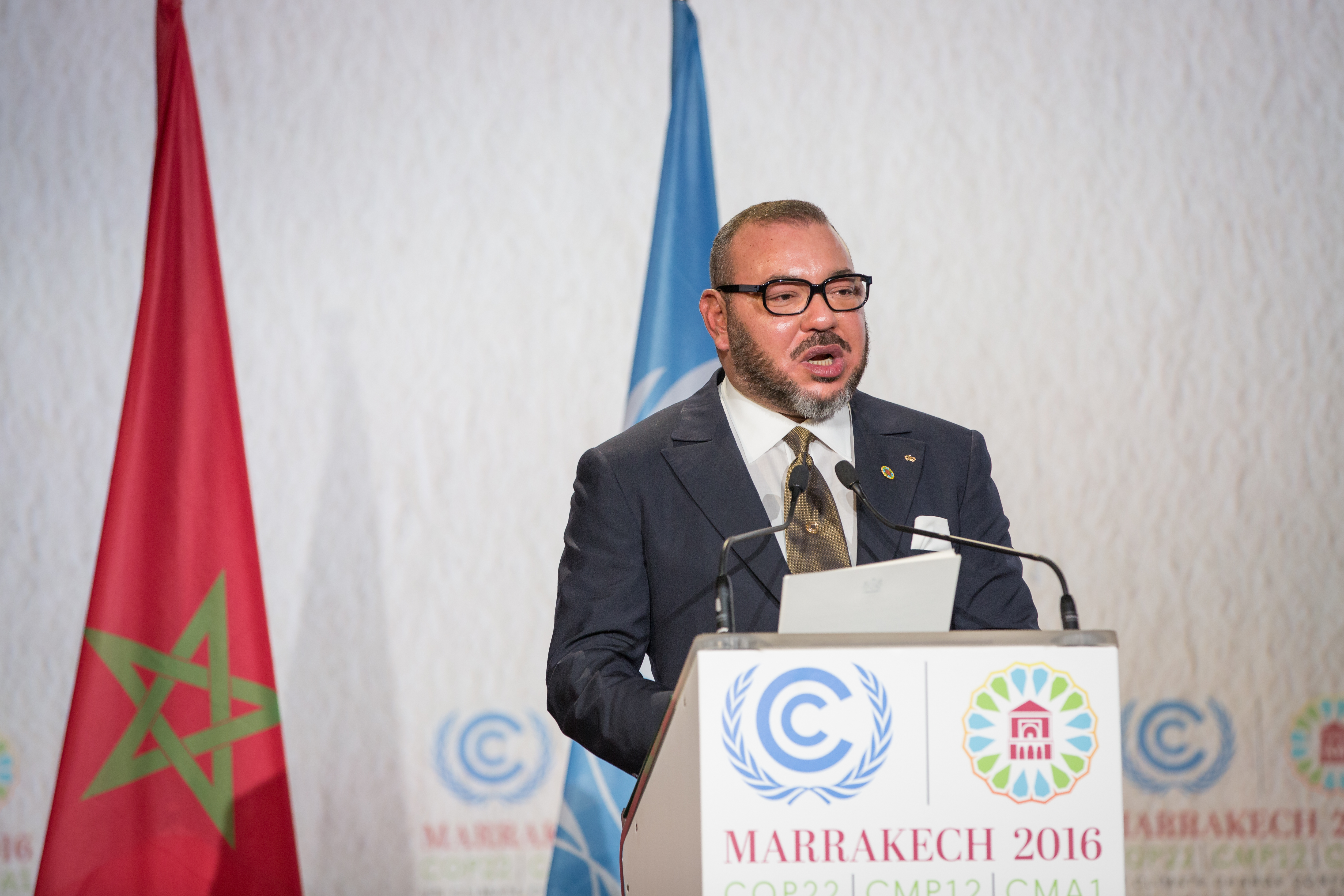
محمد ششم مراکش در حال سخنرانی در COP22 در مراکش (شهر)

تغییرات اقلیمی در خاورمیانه و شمال آفریقا به تغییرات اقلیم در منطقه منا (MENA) و همچنین واکنش‌ها، راهبردهای سازگاری و کاهش اثرات ناشی از آن توسط کشورهای این منطقه اشاره دارد. در سال ۲۰۱۸، منطقه منا (خاورمیانه و شمال آفریقا) ۳٫۲ میلیارد تن دی‌اکسید کربن منتشر کرد که معادل ۸٫۷ درصد از انتشار گاز گلخانه‌ای جهان بود، در حالی که تنها ۶ درصد از جمعیت جهانی را تشکیل می‌دهد. این انتشارات عمدتاً از صنعت انرژی سرچشمه می‌گیرد، که به دلیل وجود نفت خام و گاز طبیعی گسترده، بخشی حیاتی از اقتصاد بسیاری از کشورهای خاورمیانه و شمال آفریقا به‌شمار می‌آید.
منطقه خاورمیانه یکی از آسیب‌پذیرترین مناطق در برابر تغییر اقلیم است. اثرات تغییر اقلیم در این منطقه شامل افزایش شرایط خشکسالی، خشکی، موج گرما و افزایش سطح آب دریاها است.
هیئت بین‌دولتی تغییر اقلیم (IPCC) تغییرات شدید دما و سطح آب جهانی، تغییر الگوهای بارش و افزایش دفعات هوای غیرعادی را به عنوان اثرات اصلی تغییر اقلیم شناسایی کرده است. منطقه منا به دلیل محیط خشک و نیمه‌خشک خود در برابر چنین تغییراتی بسیار آسیب‌پذیر است و با چالش‌های اقلیمی مانند بارش کم، دماهای بالا و خاک خشک مواجه است.
شرایط اقلیمی‌ای که این چالش‌ها را برای منا ایجاد می‌کند، طبق پیش‌بینی هیئت بین‌دولتی تغییر اقلیم در طول قرن ۲۱ بدتر خواهد شد. اگر انتشار گاز گلخانه‌ای به‌طور چشمگیری کاهش نیابد، بخش‌هایی از منطقه منا تا سال ۲۱۰۰ ممکن است غیرقابل سکونت شوند.
تغییر اقلیم پیش‌بینی می‌شود فشار قابل‌توجهی بر منابع آب و کشاورزی که در منطقه منا کمیاب هستند وارد کند، و این امر امنیت ملی و ثبات سیاسی کشورهای این منطقه را تهدید می‌کند. بیش از ۶۰ درصد از جمعیت این منطقه در نواحی با تنش آبی بالا و بسیار بالا زندگی می‌کنند، در حالی که میانگین جهانی این رقم ۳۵ درصد است. این وضعیت باعث شده است که برخی از کشورهای منا در سطح بین‌المللی از طریق توافق‌های زیست‌محیطی مانند توافق پاریس به مسئله تغییرات اقلیمی بپردازند. همچنین، قوانین و سیاست‌هایی در سطح ملی در کشورهای منا در حال تدوین است که بر توسعه انرژی‌های تجدیدپذیر تمرکز دارند.

### نیروگاه خورشیدی نور

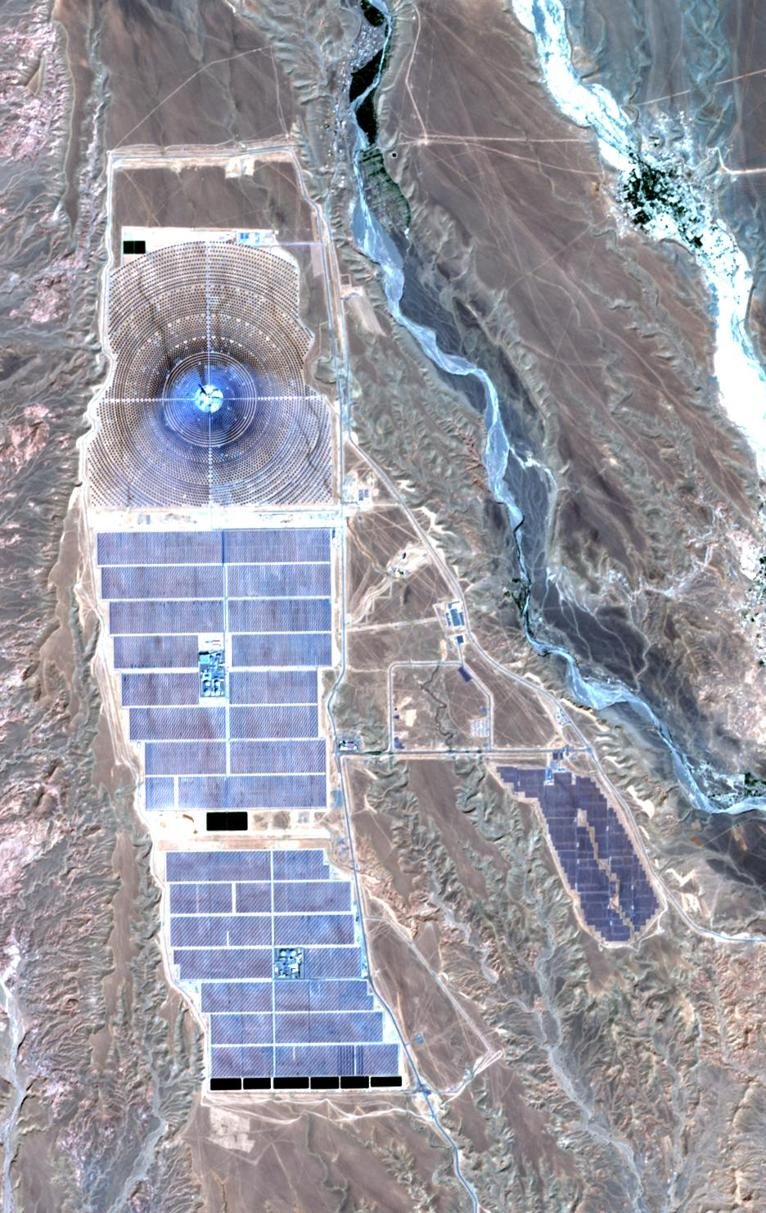
نیروگاه خورشیدی نور، مراکش

### توافق پاریس

کشورهایی که توافق پاریس را تصویب نکرده‌اند، با رنگ زرد نشان داده شده‌اند

## انتشار گازهای گلخانه‌ای

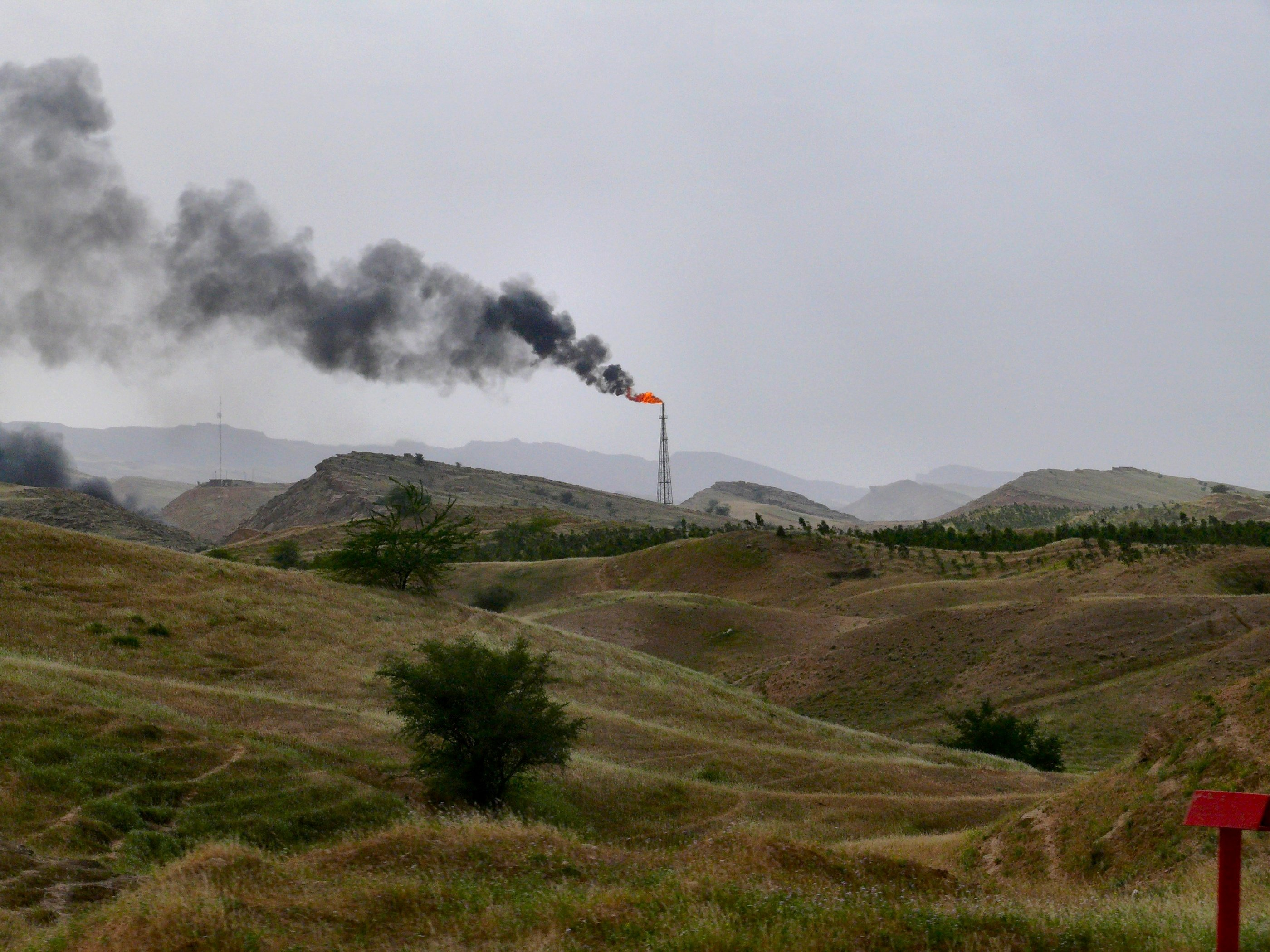
گازهای گلخانه‌ای که از دودکش یک میدان گاز طبیعی و نفت در غرب ایران منتشر می‌شود

از ژانویه ۲۰۲۱، وب‌سایت یونیسف فهرستی از ۲۰ کشور را به‌عنوان کشورهای عضو منا معرفی می‌کند که شامل این کشورهاست: «الجزایر، بحرین، جیبوتی، مصر، ایران (جمهوری اسلامی)، عراق، اردن، کویت، لبنان، لیبی، مراکش، عمان، قطر، عربستان سعودی، دولت فلسطین، سودان، جمهوری عربی سوریه، تونس، امارات متحده عربی و یمن». برخی منابع، اسرائیل را نیز به این فهرست اضافه می‌کنند.
بر اساس گزارش آی‌پی‌سی‌سی و اکثریت دانشمندان اقلیمی، انتشار گازهای گلخانه‌ای تولیدشده توسط انسان، عامل اصلی تغییرات اقلیمی است. در سه دهه گذشته، منطقه منا انتشار گازهای گلخانه‌ای خود را بیش از سه برابر افزایش داده و اکنون بالاتر از میانگین جهانی به‌ازای هر نفر، گازهای گلخانه‌ای منتشر می‌کند، به‌طوری که بیشتر کشورهای حاضر در فهرست کشورها بر پایه سرانه تولید کربن دی‌اکسید در خاورمیانه قرار دارند.
این سطوح بالای انتشار گازهای گلخانه‌ای عمدتاً به عربستان سعودی و ایران نسبت داده می‌شود که به‌ترتیب نهمین و هفتمین تولیدکننده بزرگ CO2 در جهان هستند و در سال ۲۰۱۸، ۴۰ درصد از انتشار گازهای گلخانه‌ای منطقه را به خود اختصاص داده‌اند. کشورهای منا برای تولید برق به‌شدت به سوخت‌های فسیلی متکی هستند، به‌طوری که ۹۷ درصد از انرژی مورد نیاز آن‌ها از نفت، گاز طبیعی و زغال‌سنگ (در ترکیه) تأمین می‌شود. استخراج، تولید و صادرات سوخت‌های فسیلی نیز بخش قابل‌توجهی از اقتصاد بسیاری از کشورهای منطقه منا را تشکیل می‌دهد، چرا که این منطقه ۶۰ درصد از ذخایر نفت جهان و ۴۵ درصد از ذخایر شناخته‌شده گاز طبیعی را در اختیار دارد. کاهش مشعل‌سوزی می‌تواند به کاهش انتشار گازهای گلخانه‌ای کمک کند.
شکست هدفمندسازی یارانه‌ها در ایران در دهه ۲۰۱۰ باعث شد که ایران در سال ۲۰۱۸ به بزرگ‌ترین پرداخت‌کننده یارانه‌های سوخت فسیلی در جهان تبدیل شود. اما برخلاف سایر کشورهایی که به‌تدریج یارانه‌ها را حذف کردند، در پایان این دهه، دولت ایران تلاش کرد یارانه‌های بنزین را به‌طور ناگهانی کاهش دهد که این اقدام به شورش‌های گسترده منجر شد.

## تأثیرات بر محیط‌زیست

### تغییرات دما و آب‌وهوا

#### گرمای شدید
آی‌پی‌سی‌سی پیش‌بینی می‌کند که میانگین دمای جهانی تا پایان قرن بیست‌ویکم بیش از ۱.۵ درجه افزایش یابد. منطقه منا به‌دلیل شرایط محیطی خشک به‌عنوان یکی از نقاط حساس تغییرات دمایی آینده شناسایی شده است. درحالی‌که نرخ پیش‌بینی‌شده گرمایش در ماه‌های زمستان پایین است، انتظار می‌رود منطقه در تابستان‌ها افزایش شدید دما را تجربه کند. افزایش دما احتمالاً با کاهش بارندگی و کاهش رطوبت خاک تشدید خواهد شد و این مسئله خنک‌سازی تبخیری را محدود می‌کند.
در نتیجه، انتظار می‌رود که شدت و فراوانی گرمای شدید در سراسر منطقه منا به‌شدت افزایش یابد. بر اساس مطالعات منتشرشده توسط مؤسسه ماکس پلانک برای شیمی، تعداد روزهای بسیار گرم در این منطقه از دهه ۱۹۷۰ تا زمان انتشار این گزارش (۲۰۱۶) دو برابر شده است. این مطالعه همچنین پیش‌بینی می‌کند که امواج گرما در سال ۲۰۵۰ برای ۸۰ روز در سال و در سال ۲۱۰۰ برای ۱۱۸ روز در سال رخ دهد.
افزایش گرد و غبار ناشی از دوره‌های طولانی‌تر خشکسالی نیز احتمالاً وضعیت را بدتر خواهد کرد، به‌طوری که حتی افزایش دما به‌میزان ۲ درجه می‌تواند بخش‌های بزرگی از منطقه را غیرقابل سکونت کند و مردم را وادار به مهاجرت کند.
محدود کردن افزایش دما به ۱٫۵ درجه به‌طور قابل‌توجهی خطرات را برای منطقه کاهش می‌دهد.
در ۳۰ سال گذشته، میانگین دمای حداکثر در گرم‌ترین روزها ۴۳ درجه سانتی‌گراد بوده است. یوهانس لیلی‌فلد، شیمی‌دان اتمسفری هلندی، پیش‌بینی می‌کند که حداکثر دماها تحت سناریوهای کنونی اقلیمی آی‌پی‌سی‌سی به نزدیک ۵۰ درجه سانتی‌گراد برسد. او همچنین پیش‌بینی می‌کند که میانگین دمای تابستان در منطقه منا تا ۷ درصد و در مناطق شهری تا ۱۰ درصد افزایش یابد.
گرمای شدید به‌عنوان تهدیدی جدی برای سلامت انسان شناسایی شده است، زیرا خطر گرمازدگی، حمله قلبی و مرگ‌ومیر را افزایش می‌دهد.
دانشمند اقلیم‌شناس علی احمدعلی‌پور پیش‌بینی می‌کند که میزان مرگ‌ومیر مرتبط با گرما در منطقه منا تا پایان قرن تا ۲۰ برابر افزایش یابد.

### منابع آب

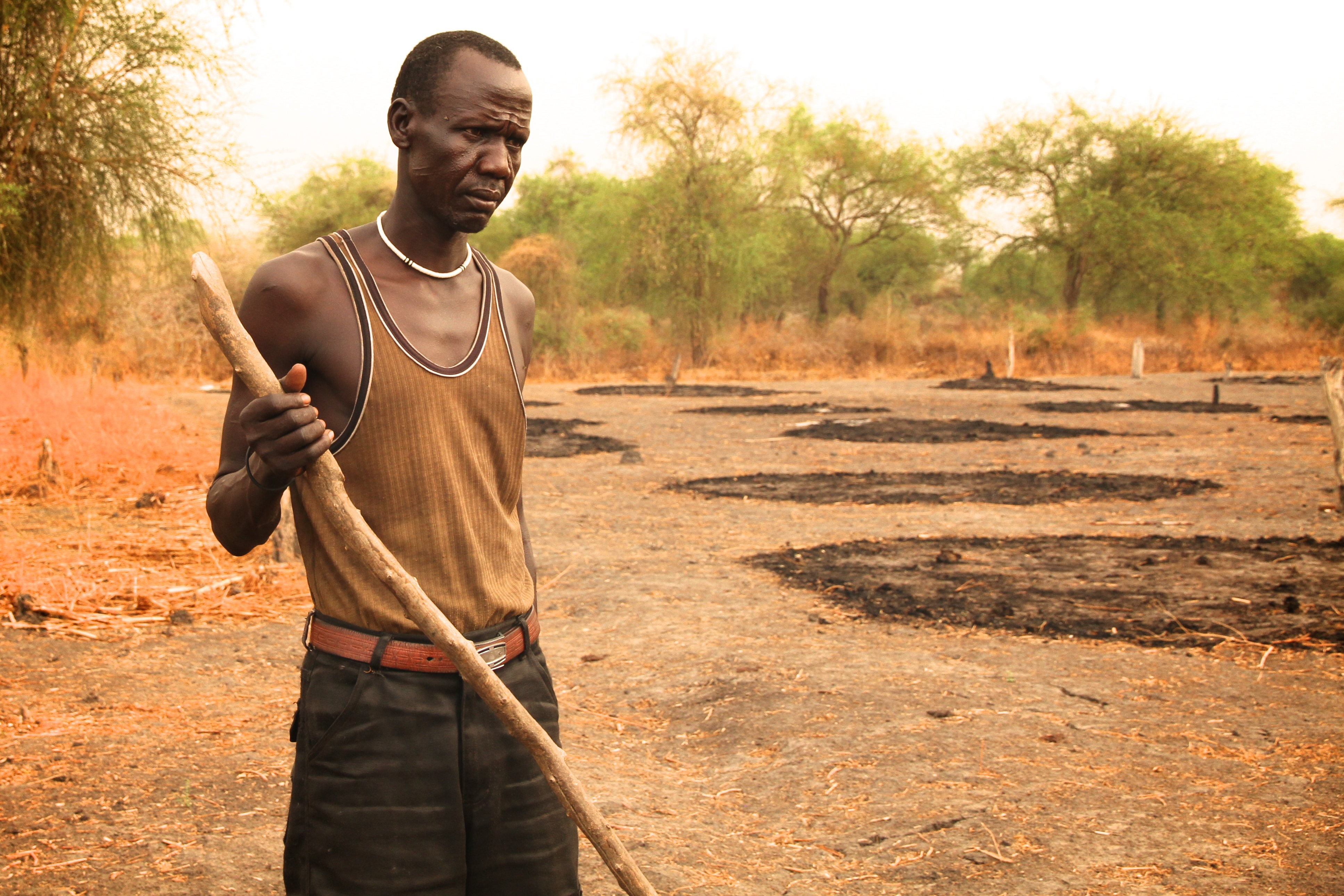
یک کشاورز سودانی و زمین‌های زراعی‌اش. خشکسالی و کاهش بارندگی به‌شدت توانایی این کشاورز برای کشت محصولات را کاهش داده است.

### افزایش سطح آب دریاها

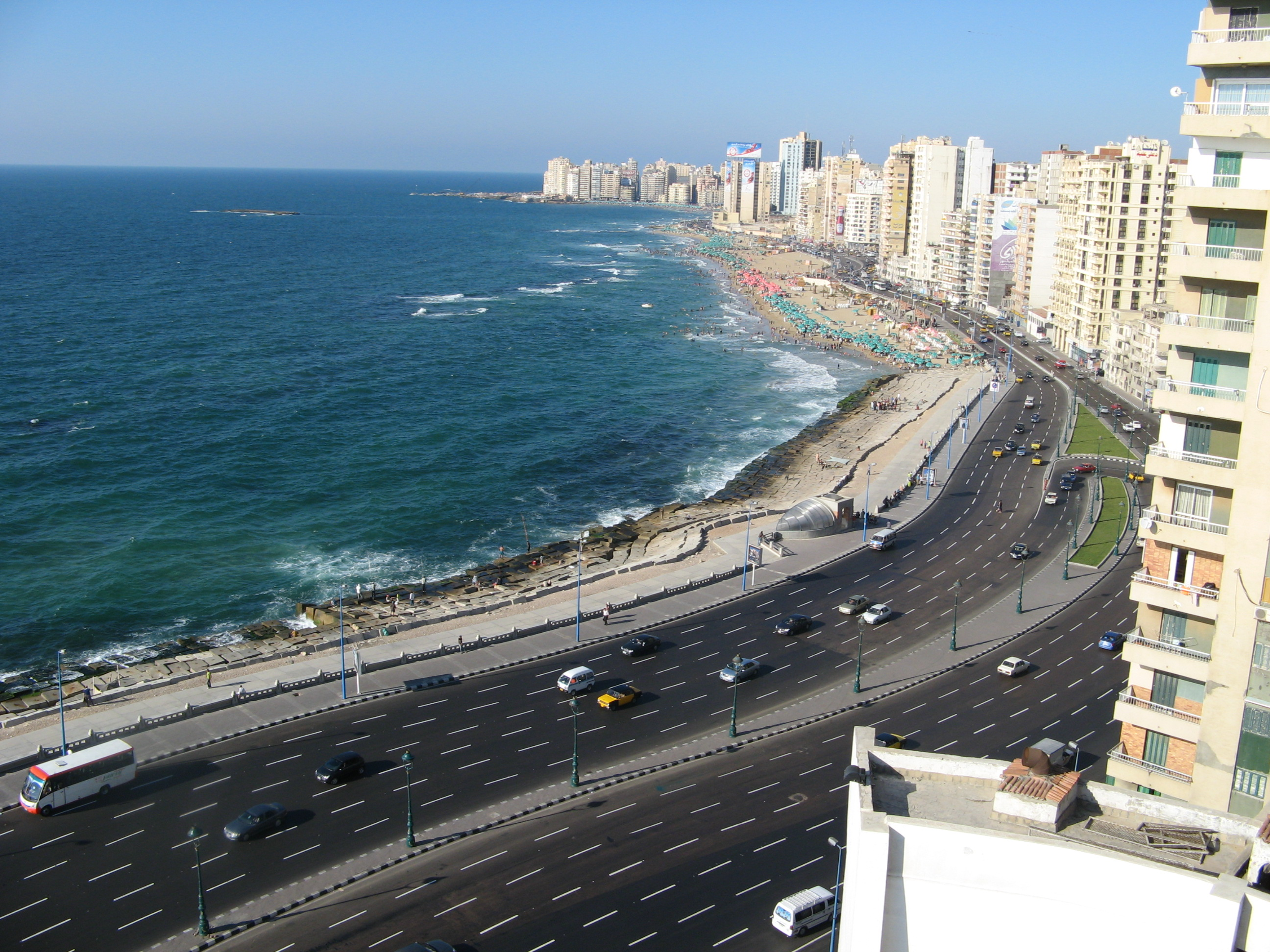
ساحل اسکندریه، دومین شهر بزرگ مصر